# Sitalk Peak
Der Sitalk Peak (englisch; bulgarisch връх Ситалк wrach Sitalk) ist ein 600 m hoher und felsiger Berg auf der Livingston-Insel im Archipel der Südlichen Shetlandinseln. Im Levski Ridge der Tangra Mountains ragt er 0,57 km nördlich des Tutrakan Peak, 2,1 km nordöstlich des Plana Peak, 1,3 km westlich des Intuition Peak und 1,9 km südöstlich der Kukeri-Nunatakker auf.
Bulgarische Wissenschaftler kartierten ihn zwischen 2004 und 2005. Die bulgarische Kommission für Antarktische Geographische Namen benannte ihn 2005 nach Sitalkes, König von Thrakien von 431 bis 424 v. Chr.